# Sheryl Sandberg
Sheryl Kara Sandberg (Washington, 28 de agosto de 1969), conocida como Sheryl Sandberg, es una economista, autora y directora ejecutiva estadounidense,  directora operativa de Facebook hasta agosto de 2022 y fundadora de  Leanin.org. En junio de 2012 fue elegida miembro del comité ejecutivo, convirtiéndose en la primera mujer en formar parte de este comité en Facebook. Previamente, Sandberg fue vicepresidenta de ventas en línea y operaciones en Google, y participó de la iniciativa filantrópica Google.org.
Sheryl fue nombrada en la lista de las 25 Personas más Influyentes en la Web ("25 Most Influential People on the Web") por la revista Bloomberg Businessweek, en el 2011. También estuvo en la lista de las 50 Mujeres más Poderosas en Negocios (50 "Most Powerful Women in Business") de la revista Fortune, en el 2008. En el 2012 apareció en la lista Time 100, la lista anual de las cien personas más influyentes del mundo, según la revista Time. En 2015, se publicó que Sandberg cuenta con un patrimonio por encima de los mil millones de dólares estadounidenses, gracias a sus acciones en Facebook y en otras compañías.

## Infancia y educación
Sandberg nació en 1969 en Washington D. C., en el seno de una familia judía. Hija de Adele Einhorn y de Joel Sandberg, fue la mayor de tres hermanos. Su padre fue oftalmólogo y su madre, profesora de francés en la universidad.
Su familia se mudó a North Miami Beach, Florida, cuando ella tenía dos años. Acudió a la escuela en North Miami Beach High School, donde a menudo la definían como "la mejor de la clase". Se graduó con una media de 4,646.
En 1987, Sandberg ingresó en la Universidad de Harvard y se graduó cum laude en 1991 en Economía y consiguió el premio John H. Williams Prize para los más destacados estudiantes de económicas. Durante su estancia en Harvard, fue confundadora de la organización Women in Economics and Government. Allí conoció al profesor Larry Summers, que fue su mentor y director de tesis. Summers la contrató como investigadora ayudante en el Banco Mundial, donde trabajó aproximadamente un año en proyectos relacionados con enfermedades en India.
En 1993, ingresó de nuevo en Harvard donde en 1995 obtuvo un MBA con la más alta distinción.

## Carrera profesional

### Inicios profesionales
Después de graduarse de la escuela de negocios en la primavera de 1995, Sandberg trabajó como consultora para McKinsey & Company durante un año aproximadamente (hasta 1996).
Entre 1996 y 2001 volvió a trabajar para Larry Summers, que para entonces era Secretario del Tesoro durante el mandato de Bill Clinton. Sandberg trabajo para el Tesoro en proyectos de condonación de la deuda a países en vías de desarrollo durante la crisis financiera de Asia.
Cuando los Republicanos alcanzaron la presidencia de EE. UU. en noviembre de 2000, Sandberg dejó su trabajo y cambió su residencia a Silicon Valley, donde ingresó en Google en 2001 como vicepresidenta de ventas en línea y operaciones (entre noviembre de 2001 y marzo de 2008). Era responsable de las ventas en línea de la publicidad de Google, así como los productos para consumidor de Google y Google Book Search.

### Facebook
A finales de 2007, Mark Zuckerberg, cofundador y director ejecutivo de Facebook, conoció a Sandberg en una fiesta de Navidad organizada por Dan Rosensweig. Zuckerberg no buscaba formalmente un Director de Operaciones, pero pensó que Sandberg era "la candidata perfecta" para esta posición. En marzo de 2008, Facebook anunció la contratación de Sandberg desde Google para la posición de Directora de Operaciones.
Tras su ingreso en la compañía, Sandberg comenzó a trabajar en cómo hacer Facebook rentable. Antes de su ingreso, la compañía estaba "principalmente interesada en ser un sitio muy guay, en el que los beneficios se suponía que vendrían después".  A finales de primavera, la dirección de Facebook estuvo de acuerdo en comenzar a confiar en la publicidad, "con anuncios discretos". En 2010, Facebook presentó por primera vez resultados positivos. Según Facebook, Sandberg supervisó las operaciones de la firma incluyendo ventas, marketing, desarrollo de negocio, recursos humanos, relaciones institucionales y comunicaciones.
En 2012 llegó a ser el octavo miembro (y la primera mujer) del comité ejecutivo de Facebook.
En abril de 2014 se anunció que Sandberg vendió más de la mitad de sus acciones en Facebook desde que la compañía salió a bolsa. En el momento de la oferta pública de venta de Facebook, ella tenía 41 millones de dólares en acciones; después de varias operaciones de venta se quedó con aproximadamente 17,2 millones en acciones.

## Consejos de Administración
En 2009, Sandberg fue nominada para el consejo de The Walt Disney Company. También estuvo en los consejos de  Women for Women International, el Centro para el Desarrollo Global y V-Day. Previamente fue miembro del Consejo de Administración de Starbucks, con un salario anual de 280.000 dólares.

## Otros trabajos
En 2008 Sandberg escribió un artículo en The Huffington Post con apoyo de su mentor Larry Summers, que estaba siendo cuestionado por sus comentarios sobre las mujeres. Fue conferenciante en el Jewish Community Federation's Business Leadership Council en 2010. También en diciembre de 2010 dio una charla TED con el título "Por qué tenemos tan pocas mujeres líderes."

### Lean In
Sandberg publicó su primer libro, Lean In: Women, Work, and the Will to Lead, cuyo coautor fue Nell Scovell y que fue publicado el 11 de marzo de 2013.
Trata sobre el liderazgo en los negocios y el desarrollo, materias en las que hay pocas mujeres en puestos de responsabilidad, y feminismo. En otoño de 2013 el libro había vendido más de un millón de copias y estaba entre los más vendidos desde su publicación.

### Option B
Sandberg publicó su segundo libro, Option B, en abril de 2017, cuyo coautor es Adam Grant. El libro trata sobre el duelo y la resiliencia en los desafíos de la vida. Ofrece consejos prácticos para crear resiliencia en la familia y la comunidad. 2,75 millones de copias se han vendido desde su publicación.

### Fundación Sheryl Sandberg & Dave Goldberg
En noviembre de 2016, Sandberg rebautizó su Fundación Lean In a Sheryl Sandberg & Dave Goldberg Family Foundation. Sandberg transfirió la cantidad de $100,000,000 de acciones de Facebook para financiar su fundación y otros proyectos filantrópicos.

## Política
Sandberg apoyó a Hillary Clinton como Presidenta de los Estados Unidos en la campaña presidencial de 2016.